# Laurence Rupp
Laurence Rupp (ur. 10 sierpnia 1987 w Wiedniu) – austriacki aktor teatralny, filmowy i telewizyjny.

## Filmografia
- 1999: Komisarz Rex (Kommissar Rex) – odc. Furchtbare Wahrheit jako Maximilian Kordes
- 1999: Liebe versetzt Berge (TV) jako Andreas Kofler
- 2000: Medicopter 117 - odc. Die Todesfalle
- 2001: Tom und die Biberbande (TV) jako Simon Kramberger
- 2004: Komisarz Rex (Kommissar Rex) – odc. Schnappschuss jako Mathias Metzler
- 2006: In 3 Tagen bist du tot jako Martin
- 2007: Tatort: Familiensache (Miejsce zbrodni) jako Benny
- 2007: Mitten im 8en - Der ganz normale Alltagswahnsinn jako Lukas Steinlechner
- 1999: Komisarz Rex (Il commissario Rex) jako Florian Nemec
- 2011: Żelazny Jan (Der Eisenhans) jako książę Jan, dorosły
- 2014: Tatort: Paradies (Miejsce zbrodni) jako Daniel Ransmayr
- 2015: Wieczne życie (Das ewige Leben) jako Jünger Aschenbrenner
- 2015: Mission: Impossible – Rogue Nation jako policjant w operze
- 2016: Noc przez tysiąc godzin (Die Nacht der 1000 Stunden) jako Philipp Ullich
- 2020: Barbarzyńcy (Barbaren) jako Arminiusz